# Acromyrmex biscutatus
Acromyrmex biscutatus är en myrart som först beskrevs av Fabricius 1775.  Acromyrmex biscutatus ingår i släktet Acromyrmex och familjen myror. Inga underarter finns listade i Catalogue of Life.